# Jungnamensand

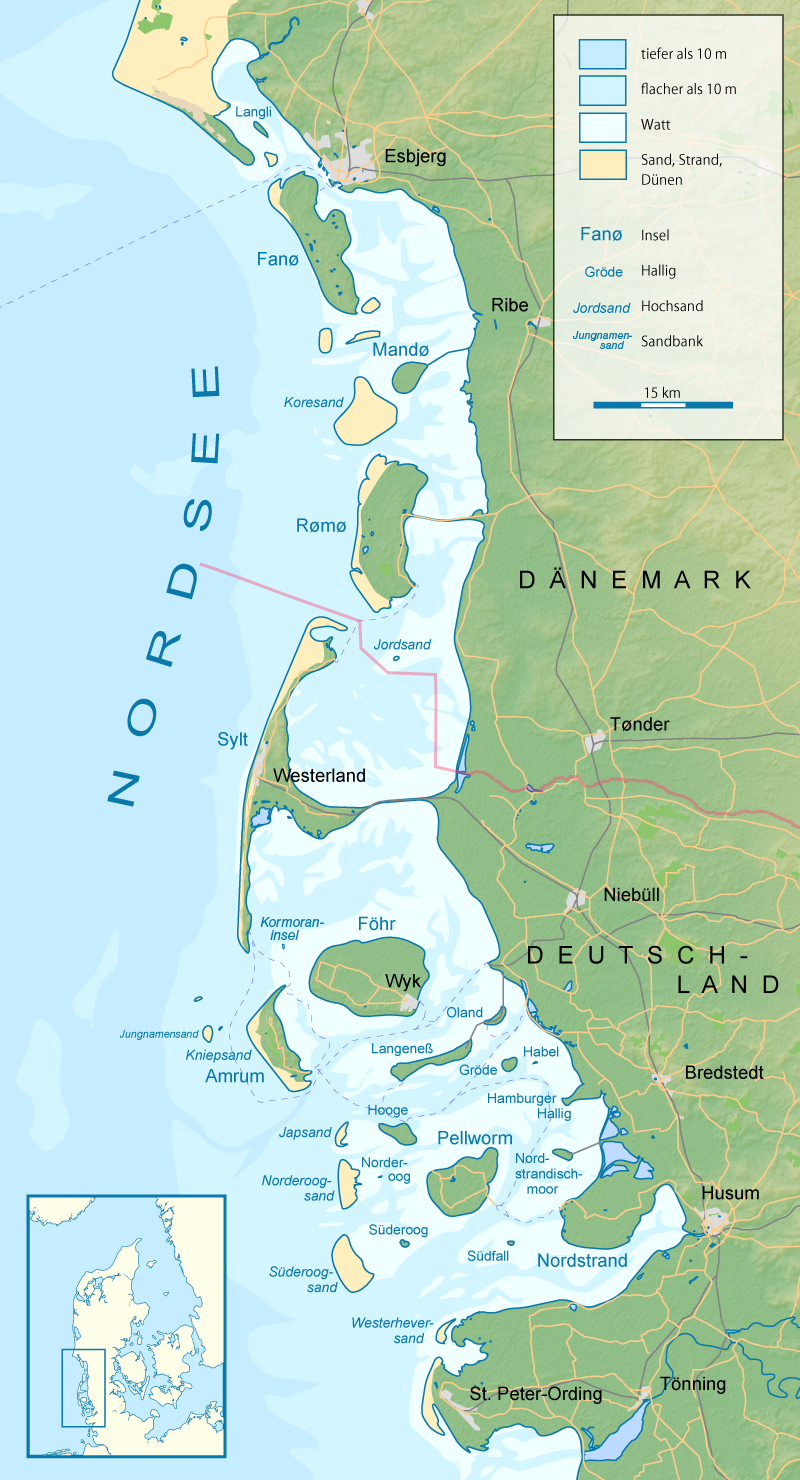
Nordfriesische Inseln mit Jungnamensand

Der Jungnamensand (nordfriesisch: Jongnaamen) ist eine kleine Sandbank in der Deutschen Bucht westlich der Insel Amrum im Küstenmeer Schleswig-Holsteins.

## Geographie
Der Jungnamensand liegt 2,4 km westlich des Kniepsands bzw. 3,2 km westlich der Westspitze der schleswig-holsteinischen Insel Amrum. Die bei Hochwasser trockene Fläche ist etwa kreisförmig mit einem Durchmesser von 400 Metern, was einer Fläche von etwa 13 Hektar entspricht. Da das Gebiet gewöhnlich nicht überflutet wird, handelt es sich um einen Hochsand.
Nördlich der Sandbank, Richtung Sylt, befinden sich noch zwei kleinere Seehundbänke, Hörnumknob und Theeknob.

## Naturschutz
Der Jungnamensand ist Teil der Schutzzone 1 (Kernzone) des Nationalparks Schleswig-Holsteinisches Wattenmeer sowie als FFH- und Vogelschutzgebiet Teil des europäischen Schutzgebietsnetzes Natura 2000 gemeldet und daher für Menschen gesperrt. Der Jungnamensand ist neben der Helgoländer Düne und der Kachelotplate bei Juist das einzige Aufzuchtgebiet von Kegelrobben in Deutschland. Ferner ist er Rückzugsgebiet zahlreicher Vogelarten.
Im Januar und Dezember werden nach Sturmfluten vereinzelt junge Kegelrobben vom Jungnamensand an den Kniepsand, nach Amrum, Föhr oder Hörnum Odde auf Sylt getrieben und dort von den Muttertieren versorgt.

## Sonstiges
Mehrere Amrumer Ferienhäuser und -wohnungen sind nach dem Jungnamensand benannt.